# Reginbaldo II di Dillingen
Reginbaldo II di Dillingen o Reginbaldo di Spira (... – 13 ottobre 1039) è stato un vescovo tedesco.

## Biografia
Era un monaco benedettino, nel monastero dei Santi Ulrico e Afra ad Augusta, in Germania. 
Nel 1015 si è trasferito al monastero di Edersberg. Nel 1022 divenne abate di Lorsch e più tardi fondò il monastero di Heiligenberg. Nel 1023 con altri nove abati partecipò al sinodo provinciale di Seligenstadt voluto da Aribo di Magonza e nel 1027, ha preso parte al Sinodo di Francoforte.
Nel 1032 divenne Vescovo di Spira.

## Culto
Viene ricordato il 13 ottobre.